# Cyanopepla costaricensis
Cyanopepla costaricensis là một loài bướm đêm thuộc phân họ Arctiinae, họ Erebidae.